# X (brano musicale Chris Brown)
X è un brano musicale del cantante statunitense Chris Brown estratto come singolo promozionale dal suo sesto album in studio, X, pubblicato il 16 settembre del 2014. Il brano è stato pubblicato il 25 agosto 2014 come singolo promozionale.

## Il brano
X è stata scritta dallo stesso Brown insieme a Sevyn Streeter e Leon Youngblood, e prodotto interamente da Diplo. Il brano presenta sonorità vocali di tipico stile urban con forti presenze di musica dance in certe parti del brano.

## Classifiche
| Classifica (2014)          | Posizione massima |
| -------------------------- | ----------------- |
| Australia                  | 75                |
| Francia                    | 63                |
| Regno Unito                | 91                |
| Stati Uniti                | 98                |
| U.S. Hot R&B/Hip-Hop Songs | 26                |